# Chesterton (Indiana)
Chesterton é uma cidade  localizada no estado americano de Indiana, no Condado de Porter.

## Demografia
Segundo o censo americano de 2000, a sua população era de 10.488 habitantes.
Em 2006, foi estimada uma população de 12.456, um aumento de 1968 (18.8%).

## Geografia
De acordo com o United States Census Bureau tem uma área de
22,3 km², dos quais 22,0 km² cobertos por terra e 0,3 km² cobertos por água. Chesterton localiza-se a aproximadamente 195 m acima do nível do mar.

## Localidades na vizinhança
O diagrama seguinte representa as localidades num raio de 12 km ao redor de Chesterton.